# Беленец, Алексей Иванович
Алексе́й Ива́нович Белене́ц (5 [17] марта 1887, Ейск, Кубанская область — 29 января 1976, Москва) — советский партийный и государственный деятель. Председатель Томского губкома (губбюро) РКП(б) (1917—1918; 1920), председатель Томского губисполкома (1917—1918; 1920), председатель Томского горисполкома (1920).

## Биография

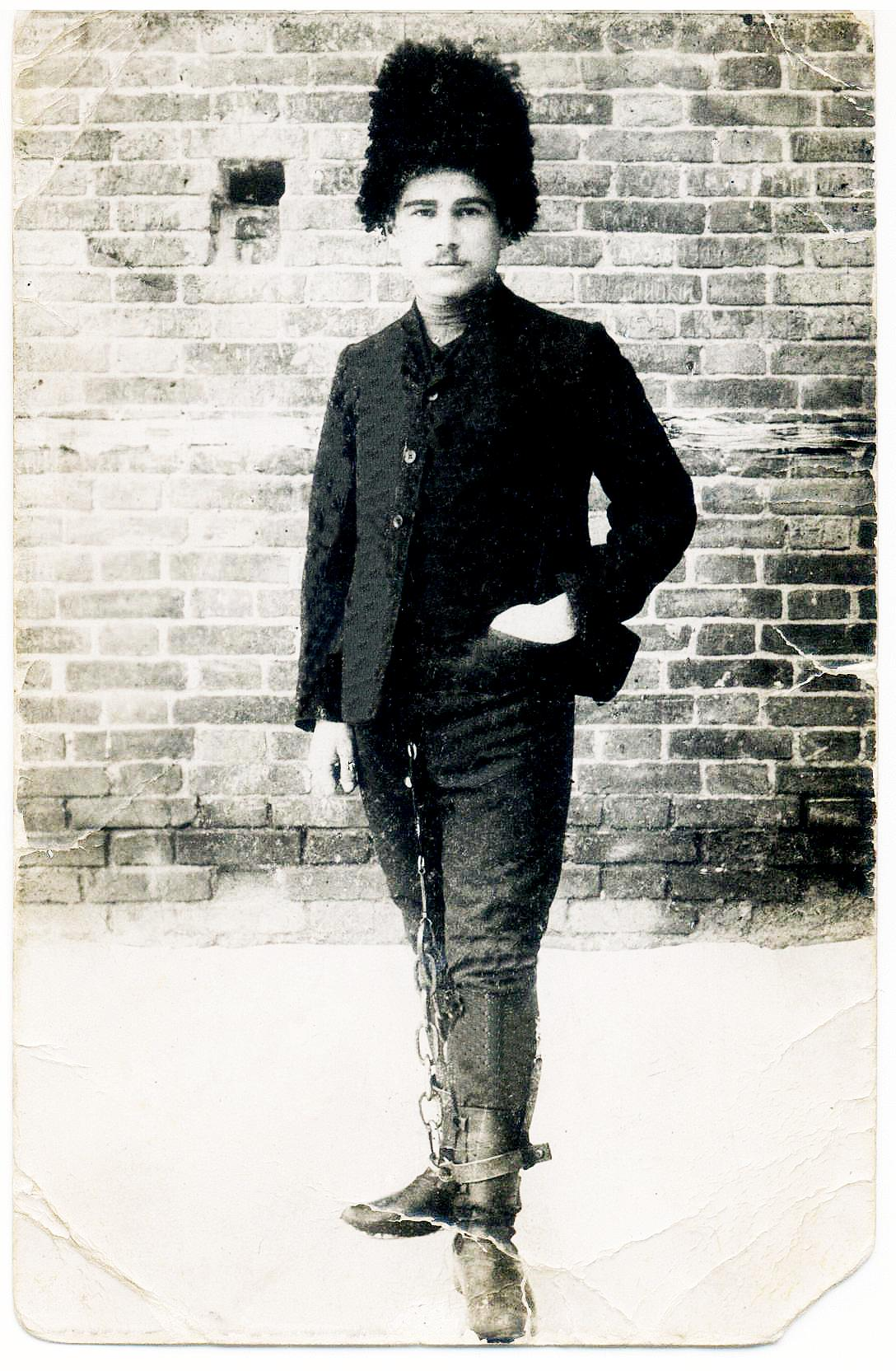
Алексей Беленец в Ростовской тюрьме, 1906 г.

Родился в семье моряка. Окончил техническое училище в Ейске. Работал слесарем в железнодорожных мастерских в Ростове-на-Дону.
Член РСДРП(б) с 1903 года.
В 1905 году в Ростове-на-Дону участвовал в вооружённом восстании. В 1906 году осужден на 6 лет каторжных работ. Отбывал каторгу в Александровском централе (1907—1910), откуда был направлен на вечное поселение на реку Лена.
В 1910 году осуждён к административной высылке.
В 1911 году бежал из ссылки и вёл нелегальную революционную работу в Чите, Иркутске и Томске. Неоднократно арестовывался, но снова бежал.
После Февральской революции (1917) жил и работал в Томске, был членом Томского комитета РСДРП(б). С марта 1917 года — председатель Томского совета рабочих депутатов.
С сентября 1917 года по июнь 1918 года — председатель Томского губкома РКП(б).
В начале октября 1917 года был избран гласным Томской городской думы, в ноябре того же года вошёл в состав городской управы, где заведовал отделом городского хозяйства.
С октября по декабрь 1917 года — председатель Томского военно-революционного комитета. Участвовал в создании Красной гвардии в Томске.
C декабря 1917 по июнь 1918 года — первый председатель исполкома Томского губернского Совета рабочих, крестьянских и солдатских депутатов, член Центрального исполкома Советов Сибири (Центросибири).
С июля 1918 по август 1919 года находился в тюрьме, куда был заключён белогвардейскими властями. В 1919 году — член Иркутского комитета РКП(б).
С сентября 1919 года по апрель 1920 года находился в подполье. В начале 1920 года он уже в рядах тех, кто ликвидировал колчаковщину в Восточной Сибири.
Весной 1920 года, после восстановления советской власти в Томске, вернулся в город и вновь занял пост председателя губисполкома, на котором проработал до августа того же года. С мая 1920 года — заместитель председателя Томского губревкома.
С 23 мая 1920 года — председатель Томского городского Совета рабочих и красноармейских депутатов.
C мая по июль 1920 — председатель Исполнительного комитета Томского городского Совета рабочих и красноармейских депутатов.
С июня по 25 июля 1920 — председатель Томского губернского бюро РКП(б).
Делегат XX съезда РКП(б) (1921), участвовал в подавлении Кронштадтского антисоветского мятежа.
С 1921 года на партийной работе в Москве.
С 1926 года — директор завода в системе ВСНХ СССР и на другой хозяйственной работе. Делегат XVI съезда ВКП(б).
С 1941 по 1945 года — служба в Красной Армии.
С 1951 года на пенсии.
В 1960-е годы вёл преподавательскую работу, писал мемуары о встречах с В. И. Лениным и о своей деятельности в Томске.
Похоронен на Новодевичьем кладбище в Москве.

## Награды
- орден Ленина (1954)[4][5]
- орден Трудового Красного Знамени[2][5]
- Почётный гражданин Томска (1967)[3][4]

## Литературная деятельность
Написал воспоминания о своей деятельности в Томске.
- Беленец А. Нет большего счастья: Воспоминания о встречах с В. И. Лениным // Красное знамя (областная газета). — Томск, 1960. — 22 апреля.
- Беленец А. И. Установление советской власти в Томской губернии: Воспоминания / В огне революционных битв. — Томск, 1964. — С. 22—41.

## Память
В честь Алексея Беленца — первого советского руководителя Томской губернии — переименована улица в Томске, установлены мемориальные доски: на бывшем губисполкоме на проспекте Ленина, 111 (установлена 8 апреля 1977 года) и на улице Беленца.